# 藤原家隆 (従二位)
藤原 家隆（ふじわら の いえたか）は、鎌倉時代初期の公卿、歌人。有職読みで「かりゅう」とも呼ばれる。初名は顕隆。法名は仏性。壬生二位と号する。中納言・藤原兼輔の末裔で、権中納言・藤原光隆（猫間中納言）の次男。官位は従二位・宮内卿。『新古今和歌集』の撰者の一人。小倉百人一首では従二位家隆「風そよぐ 楢の小川の 夕暮は　御禊ぞ夏の しるしなりける」。

## 経歴
安元元年（1175年）叙爵、安元3年（1177年）侍従。阿波介・越中守の地方官を併任し、建久4年（1193年）正月に侍従を辞任、正五位下に昇叙。正治3年（1201年）正月に従四位下。元久3年（1206年）宮内卿。承久3年（1220年）まで宮内卿を務め、辞任ののちに正三位に叙せられた。嘉禎元年（1235年）従二位。嘉禎2年12月（1237年1月）病を得て79歳で出家した。出家後は摂津国四天王寺に入り、その西側の地に『夕陽庵』（せきようあん）を設けて浄土教の教えである「日想観」を修し、この地より見える「ちぬの海（大阪湾）」に沈む夕日を好み、その彼方にある極楽浄土へ行くことを望んだ。後世、この地は『夕陽庵』にちなんで夕陽丘と呼ばれるようになった。現在の大阪市天王寺区夕陽丘町5に家隆塚（伝藤原家隆墓）がある。

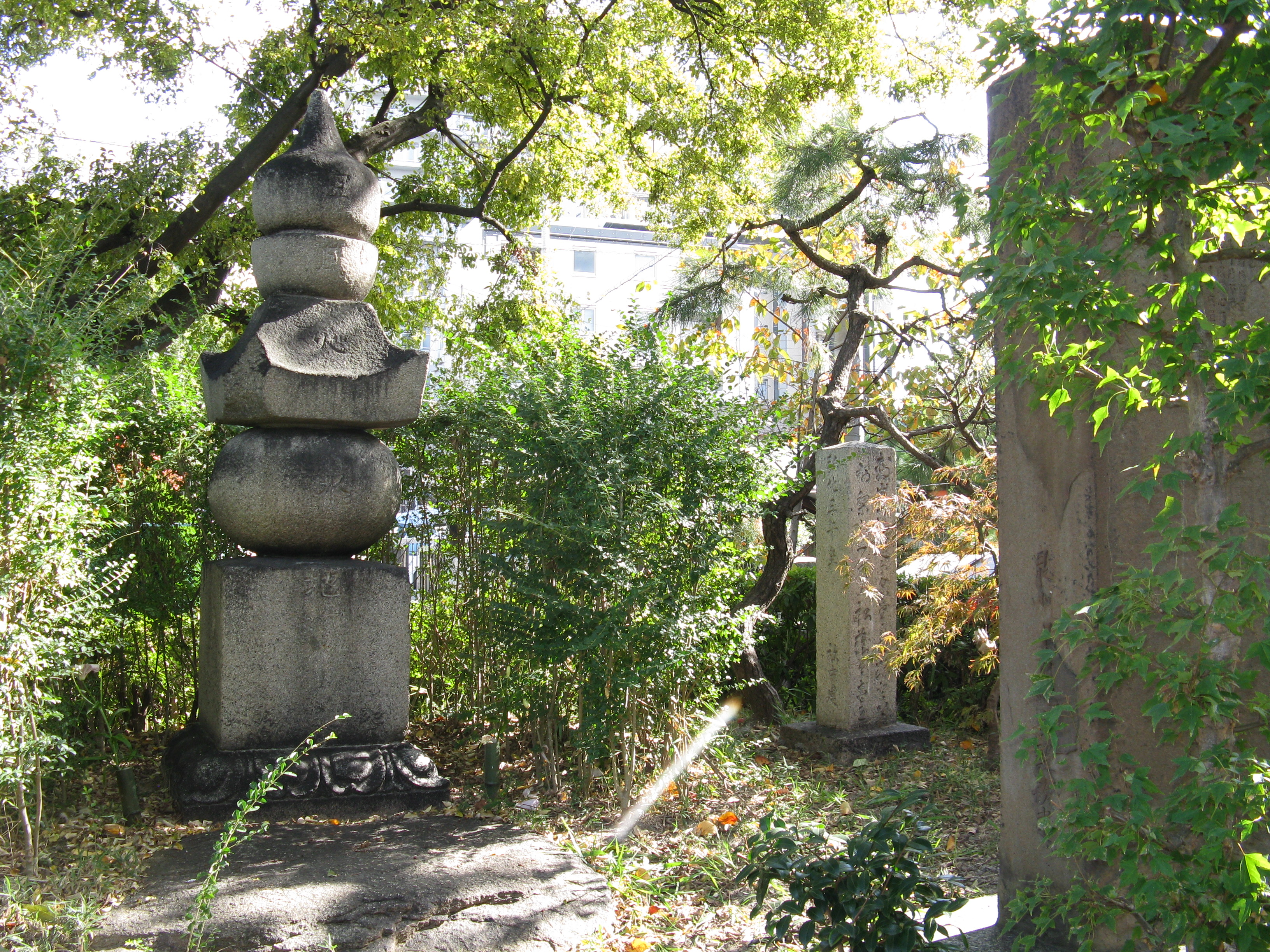
伝藤原家隆墓

## 歌人

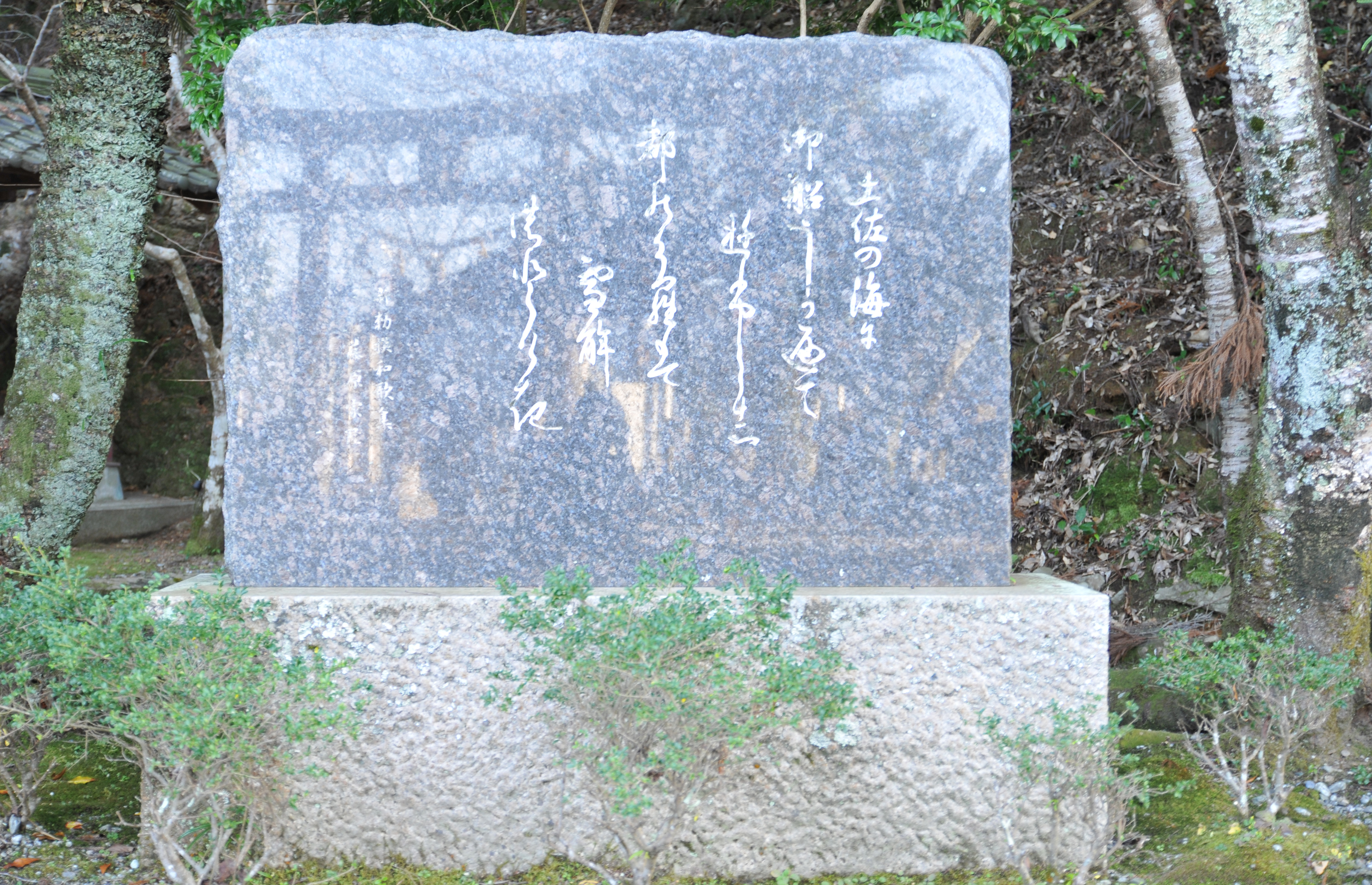
家隆歌碑「土佐の海に 御船浮かべて 遊ぶらし 都の空は 雪解のどけき」（鳴無神社）

和歌を藤原俊成に学んだ。寂蓮の婿だったという説もある。歌人としては晩成型であったが、『六百番歌合』『正治二年初度百首』などに参加して、やがて同時代の藤原定家と並び称される歌人として、御子左家と双璧と評価されるに至った。
『古今著聞集』によると後鳥羽上皇が和歌を学びはじめたころ、藤原良経（後京極殿）に「和歌を学ぼうと思っているのだが誰を師としたらよいだろうか」と尋ね、良経は家隆を推薦した。院歌壇の中心メンバーであり、後鳥羽院が承久の乱で隠岐に流された後も、遠所から題を賜って和歌を送ったりしている。歌風は平明で幽寂な趣きと評価される。また、晩年になってからも作歌意欲はいっこうに衰えず、その多作ぶりは有名で、生涯に詠んだ歌は六万首もあったと言われている。
歌集の『壬二集（みにしゅう）』は六家集の一つ。『千載和歌集』（5首）以下の勅撰和歌集に281首が採録されており、『新勅撰和歌集』には最多の43首が収められている。
息子の藤原隆祐と娘の土御門院（承明門院）小宰相も歌人。

## 系譜
- 父：藤原光隆
- 母：藤原実兼[3]（あるいは藤原信通[4]）の娘
- 妻：藤原雅隆の娘
  - 男子：藤原隆祐（?-?）
- 生母不詳
  - 男子：藤原長清_(鎌倉時代前期)
  - 男子：藤原家祐
  - 男子：藤原忠氏
  - 男子：隆尊
  - 男子：慈隆
  - 女子：土御門院小宰相（?-?）
  - 女子：藤原道家家宰相